# Jackson Jeffcoat
Jackson Jeffcoat (Dallas, 26 novembre 1991) è un giocatore di football americano statunitense che gioca nel ruolo di defensive end per gli Winnipeg Blue Bombers della Canadian Football League (CFL). Al college giocò a football all'Università del Texas.

## Carriera universitaria
Jeffcoat giocò coi Texas Longhorns dal 2010 al 2013. Dopo la sua prima stagione fu premiato come freshman All-American da The Sporting News. Nel 2013 fu inserito nel First-team All-American e vinse il Ted Hendricks Award come miglior defensive end della nazione.

## Carriera professionistica

### Seattle Seahawks
Pronosticato come una scelta dei giri intermedi del Draft NFL 2014, Jeffcoat alla fine non selezionato nel draft, la prima volta dal 1937 che nessun giocatore dei Longhorns non venne scelto nella selezione annuale dei giocatori. Firmò così come free agent coi Seattle Seahawks, venendo però svincolato prima dell'inizio della stagione regolare.

### Washington Redskins
Il 2 settembre 2014, Jeffcoat firmò per fare parte della squadra di allenamento dei Washington Redskins. Il 7 ottobre fu promosso nel roster attivo. Debuttò come professionista subentrando nella vittoria della settimana 7 contro i Tennessee Titans. Il primo sack in carriera lo mise a segno nel penultimo turno su Mark Sanchez dei Philadelphia Eagles mentre sette giorni dopo, sceso in campo come titolare, fece registrare il suo primo intercetto su Tony Romo dei Dallas Cowboys. La sua stagione da rookie  si concluse con 5 tackle in tre presenze.

## Palmarès

### Franchigia
- Grey Cup: 2

Winnipeg Blue Bombers: 2019, 2021

### Individuale
- CFL All-Star: 1

2021

## Famiglia
Il padre, Jim Jeffcoat, giocò anch'egli nella NFL con Dallas e Buffalo, vincendo due Super Bowl con i Cowboys all'inizio degli anni novanta.